# Arcangelo Pisani
Arcangelo Pisani (Montauro, 12 settembre 1865 – Montauro, 30 giugno 1935) è stato uno scrittore e commediografo italiano.

## Biografia
Nasce a Montauro, in Via Conte 4, il 12 settembre 1865, da Pietrangelo Pisani e da Maria Pallone. Fin dalla fanciullezza consegue brillanti voti a scuola. Si trasferisce poi a Roma, dove si laurea in Lettere e inizia l'attività di scrittore.
La sua produzione letteraria è vasta: poesie e poemi, romanzi e novelle, commedie e saggi. Cura anche le scenografie e la messa in opera della propria produzione teatrale.
È lungamente rettore nei convitti nazionali di Palermo, Parma, Tivoli, Roma e in ultimo ad Arpino (FR).
Forse per ragioni professionali, soggiorna anche a Napoli, come attestato da alcune poesie, datate a Napoli tra febbraio e giugno 1919.
Giunto all'età della pensione si ritira a Montauro, ricevendo l'onorificenza di Commendatore dell'Ordine della Corona d'Italia da parte del re Vittorio Emanuele III. Nonostante la malattia, continua a produrre articoli letterari, pubblicati su giornali e riviste.
Muore a Montauro il 30 giugno 1935, all'età di 69 anni.

## Opere
La produzione letteraria spazia dal romanzo alla poesia, dalla commedia alla saggistica. La maggior parte delle opere si trova nella Biblioteca Nazionale Centrale di Firenze.

### Opere edite
- L' Italia dalla scesa di Carlo 8° alla pace di Noyon: 1494-1516: appunti storici, Tipi del Cav. Antonio Morano, Napoli, 1890
- Frammenti su l’ideale politico di Dante e quello del Petrarca, Saggio, Tipo-Litografico V. Maione, Caserta, 1891
- L’ideale politico di Dante, con prefazione di Federigo Verdinois, Stab. Tip. del Meridionale, Bari, 1893
- Triste epilogo, Egisto Niccolai Editore, Bari, 1895
- Dolorando (Versi), Garramone e Marchesiello, Potenza, 1897, (Opera introvabile. Desunta dalla copertina di Agave.)
- Realtà, Off. Tip. G. Fraioli, Arpino, 1897
- Patriottismo vecchio e nuovo, Tip. Edit. Garramone e Marchesiello, Potenza, 1898
- Moira, [Racconto], Stab. Tip. Camillo Marchionne Edit., Chieti, 1899
- Nel mio paese: [novelle], con prefazione di Domenico Ciampoli, Luigi Battei Tip. Edit., Parma, 1902
- Marziale; [studio critico], Soc. Edit. Dante Alighieri di Albrighi, Segati e C., Milano, 1904
- Agave, [versi], Luigi Battei Tip. Edit., Parma, 1904
- A Francesco Petrarca, [canzone], Stab. Tip. Della Casa Edit. Luigi Battei, Parma, 1904
- Nuove rime, Libreria internazionale Treves, Bologna, 1907
- Novelle calabresi, Reber, Palermo, 1908
- La rinuncia suprema, R. Sandron, Palermo, 1909
- Bassorilievi del Risorgimento Italiano, Libreria Editrice Ant. Trimarchi, Palermo, 1912
- La fuga, romanzo, N. Zanichelli, Bologna, 1914
- Primavera, Canto e pianoforte. Versi di Arcangelo Pisani, Musica di Giuseppe Mulè, G. Ricordi e C., Milano, 1919
- Nell'agonia d'un regno, S. Morano, Napoli, 1919
- La triplice fiamma, S. Lattes & C., Torino-Genova, 1922
- La nonna filava, Tip. A. Caponera e F.llo, Roma, 1929
- Margherita Fuller, Tip. G. Fraioli, Arpino, 1932

### Opere inedite
- La cieca del ghetto, Ms. s. d.
- Non oggi, mamma, non oggi, forse domani, Commedia in 3 atti. Dattiloscritto s. d.
- Poesie, (serie di 10 poesie datate tra 1919 e 1923). Ms
- L’ultima scena, Poemetto. Ms.
- La mia biblioteca, datata: “Montauro, Luglio dell’89”. Ms.
- Velami trasparenti. Ms. s. d.

### Opere perse
Sotto questo titolo sono elencate alcune opere, ricavate dalla copertina del romanzo Moira, del 1899, presentate come “di prossima pubblicazione”, delle quali, purtroppo, non si hanno tracce nel Catalogo del Servizio Bibliotecario Nazionale OPAC.
- La reggente, Dramma
- Albeggiamenti, Versi
- Tra’ miei monti, Novelle
- Davide Ariste, Romanzo
- Ritagli e Frammenti